# Jessica Kingsley Publishers
Pour les articles homonymes, voir JKP.
Jessica Kingsley Publishers (JKP) est une maison d'édition indépendante multinationale, basée à Londres, et fondée en 1987 par Jessica Kingsley. JKP publie des ouvrages concernant les sciences sociales et les sciences du comportement, avec une attention particulière quant à l'art-thérapie et aux troubles du spectre de l'autisme, respectivement. En 2004, la société a ouvert un bureau Américain à Philadelphie.
Jessica Kingsley Publishers est l'éditeur original de l'autobiographie de Donna Williams, Si on me touche, je n'existe plus.

## Prix
En 2007, lors de la première année des Independent Publishers Awards, la maison remporte le van Tulleken Publisher of the Year Award pour « le meilleur de l'édition indépendante au Royaume-Uni », et le Taylor Wessing Academic & Professional Publisher of the Year award,.